# Макс Пташник
макс пташник — український виконавець, сонграйтер та аранжувальник. Відомий завдяки хіту «Поки ніхто не бачить», який став популярним у TikTok у 2022 році. Пісня набрала мільйонні прослуховування в Apple Music та Spotify, а кліп в YouTube набрав майже 4 мільйони переглядів.
Дискографія артиста налічує три сольні альбоми, а також спільні роботи з Krutь, Tember Blance та Morphom. 

## Історія
У 2017 році артист розпочав свій творчий шлях перебуваючи у США. Вже через рік він випустив дебютний EP “Обіцянка кінця самотності”. Самостійно створює музику для проєкту та допомагає в написанні пісень для гурту TVORCHI
У 2018 році вийшов трек "Поки ніхто не бачить", який згодом завірусився у TikTok та набирав мільйонні прослуховування на стрімінгових платформах.
У 2021 році спільно з Мариною Круть створив текст до пісні, яка перемогла на мистецькому конкурсі зі створення композиції для Національного відбору на участь у Дитячому пісенному конкурсі "Євробачення-2021"
У 2022 році потрапив у лонглист учасників Нацвідбору на Євробачення-2023
Після повномасштабного вторгнення співак допомагав іноземним журналістам у висвітленні подій в Україні, зокрема в зоні бойових дій на Донеччині та Харківщині. Також, музикант працював на ООН. В ході проєкту команда проводила зйомки фільму про блокаду портів та про проблеми фермерів.

## Дискографія
Студійні альбоми:
- 2018 — «Обіцянка кінця самотності»[8]
- 2018 — «Буденна пересічна драма»[9]
- 2021 — «інколи люди собаки, але не завжди»[10]
- 2021 — «5 хвилин» (разом з Morphom)[11]
- 2023 — «такі як ми» (разом з Krutь)
- 2024 — «Спокій» (разом з Tember Blance)[12]

Сингли:
- «Поки ніхто не бачить» (2018)
- «Будь зі мною відверта» (2018)
- «Прокидайся» (2018)
- «Хочу бути краще» (2019)
- «Не стягую» (2020)
- «Сонце (Live)» (із Krutь) (2020)
- «всратий 2020-й» (із Morphom) (2020)
- «Краща версія себе» (із Morphom) (2021)
- «Бо ти моя Азовсталь» (із TARABAROVA) (2022)
- «Дякую» (із Morphom) (2023)
- «не сьогодні» (2023)
- «Вічна любов» (2023)
- «В одній кімнаті» (із Tember Blance) (2024)